# Погода (музыкальный фестиваль)
Погода (словац. Pohoda) — мультижанровый музыкальный фестиваль, который проходит в Тренчине, как правило, в выходные (с четверга) первой недели июля, то есть примерно 6 июля. Фестиваль был основан в г. 1997 Михалом Кащаком (Bez ladu a sklad) и Марио Михной (Flow) — ключевыми фигурами местной андеграундной сцены. С 2000 года это крупнейший словацкий музыкальный фестиваль. С 2004 года проводится в аэропорту Тренчина/ Фестиваль Погода также является одним из немногих крупных фестивалей, организация которых проводится не инвестором или звукозаписывающей компанией, а конкретным человеком. Помимо музыки, фестиваль дополняется развлекательными аттракционами, фестивальными музыкальными газетами, литературными дискуссиями, театральными представлениями, танцевальными мастер-классами, дискуссиями, читальным залом, политическими выступлениями, программой
С 2006 года Погода также стал первым словацким фестивалем, который сортирует отходы, образующиеся во время фестиваля. Подготовка к фестивалю длится целый год небольшой группой людей из окружения Михала Кащака из его агентства Погода, а их организационная деятельность распространяется также на другие концерты и проекты. Ежегодно агентство Погода также готовит музыкальный альбом с, преимущественно словацкими исполнителями, которые выступят на фестивале.
В апреле 2020 года организаторы объявили, что летом 2020 года Погода не состоится. Фестиваль перенесут на 2021 год. Вместо этого в те же выходные состоится мероприятие Pohoda In the Air.

## История
Фестиваль был основан в 1997 году под названием Kráľovská Pohoda. Место проведения — Муниципальный стадион Тренчина. Изначально был задуман как небольшой фестиваль в противовес гигантским современным концертам. В первый год в фестивале приняло участие около 2000 человек. Однако, количество посетителей росло из года в год, и хотя в следующем году количество гостей увеличилась всего до 3000 посетителей, в 2008 году ежедневная посещаемость превысила 30 000 человек, что сделало фестиваль самым крупным и посещаемым фестивалем в Словакии.
С 1998 по 2003 годы фестиваль проходил в комплексе Pod Sokolicami, а с 2004 года фестиваль был перенесен в аэропорт в Тренчине. В 2009 году продолжительность фестиваля увеличилась до 3 дней, программа стартовала в четверг. В 2009 году на фестивале произошли трагические события, унесшие жизни двух молодых людей. Фестиваль закончился досрочно, и к октябрю 2009 года было неясно, продолжится ли фестиваль в следующем году.
В последние годы фестиваль привлек в Словакию таких исполнителей, как The Prodigy, alt-J, Skepta, Pendulum, Solange, Garbage, Stereo MC’s, Major Lazer, The Cardigans, Pixies, The Chemical Brothers, Moloko, High Contrast, M.I.A., Лиам Галлахер, Хадукен!, Tommy Ca$h, Irie Révoltés, Hybrid Minds, Cesaria Evora, Kraftwerk, The Roots, Crystal Castles, The 1975, bloc Party, The Smashing Pumpkins, Joan Baezová, Die Antwoord, Morcheeba, Manu Chao, Björk, Fatboy Slim, Chase & Status, Little Big, Public Enemy, Aloe Blacc, Patti Smith, PJ Harvey, ODESZA, Dirtyphonics, IC3PEAK или Fun Lovin' Criminals. Фестиваль специализируется на широком спектре музыкальных жанров (самый широкий в Словакии). Есть рок, мир, драм-н-бейс, танцевальная и альтернативная музыка.
На фестивале уже несколько лет присутствует некоммерческая зона. Её представляют экологические организации и компании, занимающиеся защитой прав человека и здоровья.
В 2011 году интерес к фестивалю был рекордным, и все 30 000 билетов были распроданы.

## Трагедия
В 2009 году 18 июля произошла трагедия со смертельным исходом. Из-за сильного ветра и ливня накрытие сцены упало на толпу людей, убив двух и травмировал несколько десятков человек. Впоследствии фестиваль Погода закончился преждевременно. Из-за досрочного закрытия фестиваля некоторые музыканты не успели выступить, например группа Тревис .
До начала октября 2009 года не было ясно, состоится ли фестиваль в следующем году. Однако позже организаторы подтвердили, что продолжат его организовывать.

## Музыкальные жанры
- альтернативный рок, дэнсхолл, даунтемпо, драм-н-бейс, даб, экспериментальная музыка, хип-хоп, хаус, камерная музыка, чилаут, инди-рок, классическая музыка, живые выступления, минимал, ню-джаз, поп, панк, регги, рок, ска, мир, танец, тек-хаус, техно, металл (Михал Кащак решил добавить этот музыкальный стиль на фестиваль Bažant Погода в 2012 году словацкой группой Chad)

## Концерт памяти Яна и Мартины
Михал Кащак и команда Погода организовали 4 марта 2018 года концерт памяти Яна и Мартины.

## Хедлайнеры
```
   
1997 - 2006: многие

   2007: Hives, Basement Jaxx, AIR, Mando Diao, Wu-Tang Clan, Dj Shadow, Dave Clarke
   2008: Fatboy Slim, The Streets, Editors, The Wombats, The Subways, Audio Bullys, Pendulum
   2009: Patti Smith, Pendulum, Klaxons, The Ting Tings, Travis, High Contrast, Razorlight, Basement Jaxx, Max Romeo, Kraak & Smaak
   2010: Scissor Sisters, The XX, Crystal Castles, Klaxons, Stranglers, Skream, Leftfield, José González, Zinc, Ian Brown, Juliette Lewis
   2011: M.I.A., Moby, Portishead, Santigold, Madness, Pulp, Magnetic Man, Lamb, Public Image ltd., Rusko, Dirtyphonics, Deus, Junip, Imogen Heap, Peter, Björn and John
   2012: Two Door Cinema Club, Chase & Status, Public Enemy, Aloe Blacc, The Kooks, Elbow, Lou Reed, Kasabian, Orbital, The Horrors, SebastiAn, White Lies, Emiliana Torrini
   2013: Atoms for Peace, Major Lazer, Bloc Party, Smashing Pumpkins, Justice, Kaiser Chiefs, Nick Cave & the Bad Seeds, SBTRKT, Kate Nash, Amon Tobin - Two fingers, Diplo
   2014: Disclosure, Tame Impala, Azealia Banks, Kraftwerk, Moderat, Tricky, Suede, Mogwai, The Afghan Whigs, Modeselektor, A Tribe Called Red
   2015: Björk, Manu Chao, Die Antwoord, Franz Ferdinand & Sparks, RL Grime, Hybrid Minds, A-Trak, Young Fathers, Koven, Roni Size Reprasent, CocoRosie, Of Montreal, Kate Tempest, Eagles of Death Metal
   2016: The Prodigy, Parov Stelar, James Blake, ODESZA, PJ Harvey, Flying Lotus, Sigur Ros, The Vaccines, SPOR, Nina Kraviz, Sevdaliza, HO9909, Dub Pistols
   2017: M.I.A., alt-J, Solange, Ylvis, Birdy, Tommy Ca$h, Princess Nokia, The Jesus & Mary Chain, London Elektricity Big Band, Jake Bugg, Boys Noize, Austra, Slowdive, Slaves, Mykki Blanco
   2018: The Chemical Brothers, Ziggy Marley, LP, Glass Animals, St. Vincent, AURORA, Jamie Cullum, Jessie Ware, Danny Brown, SOPHIE, Blossoms, Little Dragon, KillASon, Knower
   2019: The 1975, Lykke Li, Skepta, Liam Gallagher, Little Big, The Roots, Mura Masa, Death Grips, TOKiMONSTA, IC3PEAK, Dimension, Charlotte Gainsbourg, Jeff Mills, Noga Erez, John B
```